# 10 to Midnight
10 to Midnight is een Amerikaanse thriller uit 1983 onder regie van J. Lee Thompson.

## Verhaal
Warren Stacey is een reparateur van kantoorapparatuur, die vrouwen vermoordt die niet ingaan op zijn avances. Een van zijn slachtoffers was bevriend met de dochter van Leo Kessler van de moordbrigade. Wanneer hij diens dochter lastigvalt met obscene telefoontjes, begrijpt Kessler meteen dat zij het volgende slachtoffer zal zijn.

## Rolverdeling
| Acteur          | Personage        |
| --------------- | ---------------- |
| Charles Bronson | Leo Kessler      |
| Lisa Eilbacher  | Laurie Kessler   |
| Andrew Stevens  | Paul McAnn       |
| Gene Davis      | Warren Stacy     |
| Geoffrey Lewis  | Dave Dante       |
| Wilford Brimley | Kapitein Malone  |
| Robert F. Lyons | Nathan Zager     |
| Bert Williams   | Mijnheer Johnson |
| Iva Lane        | Bunny            |
| Ola Ray         | Ola              |
| Kelly Preston   | Doreen           |
| Cosie Costa     | Dudley           |
| Paul McCallum   | Labtechnicus     |
| Jeana Keough    | Karen            |
| June Gilbert    | Betty            |